# Заросьле-Ценке
Заросьле-Ценке (пол. Zarośle Cienkie) — село в Польщі, у гміні Злавесь-Велика Торунського повіту Куявсько-Поморського воєводства.
Населення — 252 особи (2011).
У 1975-1998 роках село належало до Торунського воєводства.

## Демографія
Демографічна структура станом на 31 березня 2011 року:
|          | Загалом | Допрацездатний вік | Працездатний вік | Постпрацездатний вік |
| -------- | ------- | ------------------ | ---------------- | -------------------- |
| Чоловіки | 125     | 32                 | 85               | 8                    |
| Жінки    | 127     | 22                 | 82               | 23                   |
| Разом    | 252     | 54                 | 167              | 31                   |